# جوردن باتريك
جوردن باتريك (بالإنجليزية: Jordan Patrick)‏ (و. 1992 – م) هو لاعب كرة قدم، من المملكة المتحدة، ولد في لوتن.

## روابط خارجية
- جوردن باتريك على موقع قاعدة بيانات كرة القدم.إي يو (الإنجليزية)
- جوردن باتريك على موقع Soccerbase.com (لاعب) (الإنجليزية)